# Yaginumaella wenxianensis
Espèce
Synonymes
- Evarcha wenxianensis Tang & Yang, 1995

Yaginumaella wenxianensis est une espèce d'araignées aranéomorphes de la famille des Salticidae.

## Distribution
Cette espèce est endémique du Gansu en Chine,.

## Description
Le mâle holotype mesure 4,78 mm et la femelle paratype 5,72 mm.

## Étymologie
Son nom d'espèce, composé de wenxian et du suffixe latin -ensis, « qui vit dans, qui habite », lui a été donné en référence au lieu de sa découverte, xian de Wen.

## Publication originale
- Tang & Yang, 1995 : A new species of the genus Evarcha from China (Araneae: Salticidae). Journal of Lanzhou University. Natural Sciences, vol. 31, p. 110-112.